# Carlos Powell
Ricardo Arturo "Carlos" Powell (Florence, Carolina del Sur, 29 de agosto de 1983) es un exjugador de baloncesto estadounidense. Con 2,01 metros de altura, actuaba en la posición de alero. Desarrolló una extensa carrera como profesional, que lo llevó a jugar en diversos equipos de América, Europa, Oceanía y Asia.

## Trayectoria
Powell fue reclutado en 2001 por la Universidad de Carolina del Sur, por lo que jugó durante cuatro temporadas con los Gamecocks en la Southeastern Conference de la División I de la NCAA. Su temporada más destacada en el baloncesto universitario estadounidense fue la última, en la que su equipo se consagró campeón del National Invitation Tournament 2005 y él fue reconocido como MVP de dicha competición.
Su carrera profesional la comenzó en Portugal, jugando para el Benfica. Terminó la temporada siendo nombrado MVP de la liga. Tras esa experiencia partió hacia Oceania, donde jugó una temporada de la NBL con los New Zealand Breakers -destacándose como el mejor jugador de su equipo-, antes de volver a tierras europeas y disputar el tramo final de la temporada 2006-07 de la Superliga de Ucrania como miembro del Azovmash Mariupol, equipo que terminaría consagrándose campeón.
Participó de la NBA Summer League de 2007 como miembro de los Golden State Warriors, pero no recibió un contrato para permanecer en el equipo. En consecuencia se presentó al Draft de la NBA Development League de 2007 siendo elegido en el segundo turno de la primera ronda por los Dakota Wizards. Tuvo una buena temporada en esa liga, siendo seleccionado para jugar en el All-Star Game de la NBA Development League de 2008.
Luego de jugar en Puerto Rico y Corea del Sur, en 2009 volvió a disputar la NBA Summer League pero esta vez como miembro de los Phoenix Suns. Ingresó nuevamente su nombre al Draft de la NBA Development League, siendo elegido en primer lugar por los Albuquerque Thunderbirds. Volvió a destacarse en esa competición, siendo una vez más invitado a participar del All-Star Game de la NBA Development League.
Disputó por última vez la NBA Summer League en 2010 con los New York Knicks, pero ninguna franquicia le ofreció continuidad en esa liga. Posteriormente fue fichado por el Skyliners Fráncfort de Alemania, pero fue desvinculado del equipo antes de que empezara la temporada. Los seis años siguientes los viviría en Asia, jugando para equipos chinos, iraníes, israelíes y surcoreanos. 
En octubre de 2016 fue fichado por Estudiantes Concordia de la LNB de Argentina, pero abandonó al equipo en febrero de 2017 para unirse a los Trotamundos de Carabobo de la Liga Profesional de Baloncesto de Venezuela. Su actuación en el campeonato venezolano fue excepcional, siendo reconocido como el MVP de la temporada.
Powell jugó la temporada 2017-18 de la Liga Libanesa de Baloncesto con el Al Muttahed Tripoli.
En febrero de 2018 fue contratado por Fuerza Regia para sustituir a Alex Oriakhi. Con ese equipo disputó el tramo final de la temporada 2017-18 de la LNBP y de la Liga de las Américas 2018.
En 2021 actuó en la East Coast Basketball League con los Florence Wildcats.

## Vida personal
Powell es primo del baloncestista Sam Muldrow, junto a quien fue incorporado al Salón de la Fama Deportiva de Florence en 2014.